# Выборы председателей провинциальных административных организаций Таиланда 2024
Выборы председателей провинциальных административных организаций в Таиланде 2024 года проходят в 25 провинциях в результате того, что все 25 председателей ушли со своих должностей до истечения срока полномочий. По мнению экспертов, отставки имели тактический характер. Председатели посчитали, что у них больше шансов на переизбрание, если они уйдут в отставку, пока остаются популярными.

## Выборы

### Лей
31 марта 2024 года состоялись выборы председателя провинциальной административной организации (ПАО) Лей, поскольку председатель Танавут Тимсуван подал в отставку. В результате победу одержал бывший председатель Чайтават Ниамсири. Избирательная комиссия утвердила результаты выборов 11 апреля 2024 года.
| Кандидат                    | Кандидат                    | Партия                                                 | Голосов | %      |
| --------------------------- | --------------------------- | ------------------------------------------------------ | ------- | ------ |
|                             | Чайтават Ниамсири           | «Группа развития» (поддержан «Бумяжтай» и «Пхыа Тхаи») | 119 334 | 46,61% |
|                             | Джирасак Нойкам             | Независимый (поддержан «Паланг Прачарат»)              | 99 031  | 38,68% |
|                             | Навин Вангкхири             | Независимый                                            | 8544    | 3,34%  |
|                             | Чавалит Ноиди               | Независимый                                            | 3060    | 1,20%  |
|                             |                             |                                                        |         |        |
| Против всех                 | Против всех                 | Против всех                                            | 15 304  | 5,98%  |
| Недействительных бюллетеней | Недействительных бюллетеней | Недействительных бюллетеней                            | 10 738  | 4,19%  |
| Явка                        | Явка                        | Явка                                                   | 256 011 | 51,15% |
| Число избирателей           | Число избирателей           | Число избирателей                                      | 500 509 | 100%   |

### Накхонсаван
23 июня 2024 года состоялись выборы председателя провинциальной административной организации (ПАО) Накхонсавана после того, как генерал полиции Сомсак Чантхапинг, действующий председатель ПАО, подал в отставку. Результаты выборов показали победу генерала Сомсака Чантхапинга, который был переизбран на ещё один срок полномочий, а Избирательная комиссия утвердила результаты выборов 23 июля 2024 года.
| Кандидат                    | Кандидат                    | Партия                                     | Голосов           | %                 |
| --------------------------- | --------------------------- | ------------------------------------------ | ----------------- | ----------------- |
|                             | Сомсак Чантхапинг           | Группа «Наш дом Накхонсаван»               | 198 501           | 80,16%            |
|                             | Ханита Докмаитхонг          | Независимый (поддержан «Паланг Прачарат»)  | 49 130            | 19,84%            |
|                             | Тараттаначай Чалаяхам       | Независимый (поддержан «Движением вперёд») | дисквалифицирован | дисквалифицирован |
|                             |                             |                                            |                   |                   |
| Против всех                 | Против всех                 | Против всех                                | 29 750            | 9,57%             |
| Недействительных бюллетеней | Недействительных бюллетеней | Недействительных бюллетеней                | 33 461            | 10,76%            |
| Явка                        | Явка                        | Явка                                       | 310 842           | 37,59%            |
| Число избирателей           | Число избирателей           | Число избирателей                          | 826 864           | 100%              |

### Ангтхонг
23 июня 2024 года состоялись выборы председателя провинциальной административной организации (ПАО) Ангтхонга после того, как действующий председатель ПАО Сурачет Нимкул подал в отставку. Он же был единственным кандидатом на выборах и одержал победу.
| Кандидат                    | Кандидат                    | Партия                      | Голосов | %      |
| --------------------------- | --------------------------- | --------------------------- | ------- | ------ |
|                             | Сурачет Нимкул              | «Группа любви к Родине»     | 82 741  | 100%   |
|                             |                             |                             |         |        |
| Против всех                 | Против всех                 | Против всех                 | 14 919  | 14,41% |
| Недействительных бюллетеней | Недействительных бюллетеней | Недействительных бюллетеней | 5841    | 5,64%  |
| Явка                        | Явка                        | Явка                        | 103 501 | 46,84% |
| Число избирателей           | Число избирателей           | Число избирателей           | 220 977 | 100%   |

### Патхумтхани
30 июня 2024 года состоялись выборы председателя провинциальной административной организации (ПАО) Патхумтхани после того, как генерал-лейтенант полиции Хамронвит Тупкраджанг, действующий председатель ПАО Патхумтхани, подал в отставку со своей должности. Победу одержал кандидат от «Пхыа Тхаи» Чан Пуангпхет, также ранее занимавший пост председателя ПАО данной провинции в течение трёх сроков. Однако позднее Избирательная комиссия аннулировала результаты выборов из-за незаконченного дела о коррупции против Пуангпхета. Повторные выборы были назначены на 22 сентября 2024 года.
| Кандидат                    | Кандидат                    | Партия                                                | Голосов | %      |
| --------------------------- | --------------------------- | ----------------------------------------------------- | ------- | ------ |
|                             | Чан Пуангпхет               | «Пхыа Тхаи»                                           | 203 032 | 47,40% |
|                             | Хамронвит Тупкраджанг       | «Группа любителей Патхума»                            | 201 212 | 46,97% |
|                             | Ноппадол Ладдаям            | Независимый (поддержан «Паланг Прачарат»)             | 16 983  | 3,97%  |
|                             | Ативат Сонной               | Независимый (поддержан «Объединённой тайской нацией») | 7122    | 1,66%  |
|                             |                             |                                                       |         |        |
| Против всех                 | Против всех                 | Против всех                                           | 32 885  | 6,96%  |
| Недействительных бюллетеней | Недействительных бюллетеней | Недействительных бюллетеней                           | 11 302  | 2,39%  |
| Явка                        | Явка                        | Явка                                                  | 472 536 | 49,77% |
| Число избирателей           | Число избирателей           | Число избирателей                                     | 949 421 | 100%   |

### Пхаяу
4 августа 2024 года состоялись выборы председателя провинциальной административной организации (ПАО) Пхаяу после того, как действующий председатель ПАО Пхаяу Акара Промпао подал в отставку. Победу одержал кандидат от «Пхыа Тхаи» Тават Суттавонг, занимавший пост заместителя председателя ПАО при Промпао. При этом он получил поддержку самого Промпао. Избирательная комиссия утвердила результаты выборов 13 августа 2024 года.
| Кандидат                    | Кандидат                    | Партия                         | Голосов | %      |
| --------------------------- | --------------------------- | ------------------------------ | ------- | ------ |
|                             | Тават Суттавонг             | Пхыа Тхаи                      | 175 128 | 83,41% |
|                             | Чай Прапхан Сингчай         | Группа «Пхаяу движется вперёд» | 34 826  | 16,59% |
|                             |                             |                                |         |        |
| Против всех                 | Против всех                 | Против всех                    | 14 898  | 6,35%  |
| Недействительных бюллетеней | Недействительных бюллетеней | Недействительных бюллетеней    | 9893    | 4,21%  |
| Явка                        | Явка                        | Явка                           | 234 745 | 61,76% |
| Число избирателей           | Число избирателей           | Число избирателей              | 380 091 | 100%   |

### Аюттхая
4 августа 2024 года состоялись выборы председателя провинциальной административной организации (ПАО) Аюттхая после того, как действующая председатель ПАО Аюттхая Сомсонг Панчароенворакул подала в отставку. Победу одержала Сомсонг Панчароенворакул, переизбравшаяся на должность. Избирательная комиссия утвердила результаты выборов 13 августа 2024 года.
| Кандидат                    | Кандидат                    | Партия                                                    | Голосов | %      |
| --------------------------- | --------------------------- | --------------------------------------------------------- | ------- | ------ |
|                             | Сомсонг Панчароенворакул    | Независимый                                               | 245 381 | 68,14% |
|                             | Вочарапонг Раамситтипат     | Группа «Новый шаг Аюттхая» (поддержан «Движением вперёд») | 114 746 | 31,86% |
|                             |                             |                                                           |         |        |
| Против всех                 | Против всех                 | Против всех                                               | 17 921  | 2,73%  |
| Недействительных бюллетеней | Недействительных бюллетеней | Недействительных бюллетеней                               | 13 074  | 1,99%  |
| Явка                        | Явка                        | Явка                                                      | 391 122 | 59,49% |
| Число избирателей           | Число избирателей           | Число избирателей                                         | 657 465 | 100%   |

### Чайнат
4 августа 2024 года состоялись выборы председателя провинциальной административной организации (ПАО) Чайната после того, как действующий председатель ПАО Чайната Анусорн Накасай подал в отставку. Победу одержала старшая сестра бывшего председателя Анусорна Накасая Джиттана Йингтавилапа. Избирательная комиссия утвердила результаты выборов 13 августа 2024 года.
| Кандидат                    | Кандидат                    | Партия                                     | Голосов | %      |
| --------------------------- | --------------------------- | ------------------------------------------ | ------- | ------ |
|                             | Джиттана Йингтавилапа       | Независимый                                | 63 485  | 52,78% |
|                             | Сутипот Чуаафаивонг         | Независимый (поддержан «Движением вперёд») | 45 202  | 37,58% |
|                             | Панья Тайратанакул          | Группа «Новый шаг Чайната»                 | 11 597  | 9,64%  |
|                             |                             |                                            |         |        |
| Против всех                 | Против всех                 | Против всех                                | 7814    | 5,83%  |
| Недействительных бюллетеней | Недействительных бюллетеней | Недействительных бюллетеней                | 5854    | 4,37%  |
| Явка                        | Явка                        | Явка                                       | 133 952 | 51,92% |
| Число избирателей           | Число избирателей           | Число избирателей                          | 258 002 | 100%   |

### Чайяпхум
11 августа 2024 года состоялись выборы председателя провинциальной административной организации (ПАО) Чайяпхума после того, как действующий председатель ПАО Чайяпхума Арам Лохвира подал в отставку. Победу одержала Суриван Накасай, жена Самрита Тансапа, члена Палаты представителей от партии «Бумяжтай».
| Кандидат                    | Кандидат                    | Партия                                     | Голосов | %      |
| --------------------------- | --------------------------- | ------------------------------------------ | ------- | ------ |
|                             | Суриван Накасай             | Независимый (поддержана «Бумяжтай»)        | 210 103 | 42,96% |
|                             | Арам Лохвира                | Независимый (поддержан «Паланг Прачарат»)  | 178 129 | 36,42% |
|                             | Джаруван Рачадам            | Независимый (поддержана «Паланг Прачарат») | 94 198  | 19,26% |
|                             | Воравут Прапамонтон         | Независимый                                | 4673    | 0,96%  |
|                             | Фасит Хамчай                | Независимый                                | 1998    | 0,41%  |
|                             |                             |                                            |         |        |
| Против всех                 | Против всех                 | Против всех                                |         | %      |
| Недействительных бюллетеней | Недействительных бюллетеней | Недействительных бюллетеней                |         | %      |
| Явка                        | Явка                        | Явка                                       |         | %      |
| Число избирателей           | Число избирателей           | Число избирателей                          |         | 100%   |

### Пхитсанулок
18 августа 2024 года состоялись выборы председателя провинциальной административной организации (ПАО) Пхитсанулока после того, как действующий председатель ПАО Пхитсанулока Мончай Виваттанат подал в отставку. В результате выборов Мончай Виваттанат переизбран на очередной срок.
| Кандидат                    | Кандидат                    | Партия                                                         | Голосов | %      |
| --------------------------- | --------------------------- | -------------------------------------------------------------- | ------- | ------ |
|                             | Мончай Виваттанат           | «Группа властей Пхитсанулока»                                  | 214 519 | 64,56% |
|                             | Сирифан Кхунпраджакнукул    | «Группа новый шаг Пхитсанулока» (поддержан «Народной партией») | 104 163 | 31,35% |
|                             | Сетта Киттиджарурат         | Независимый (поддержан «Паланг Прачарат»)                      | 13 579  | 4,09%  |
|                             |                             |                                                                |         |        |
| Против всех                 | Против всех                 | Против всех                                                    | 15 613  | 4,32%  |
| Недействительных бюллетеней | Недействительных бюллетеней | Недействительных бюллетеней                                    | 13 768  | 3,81%  |
| Явка                        | Явка                        | Явка                                                           | 361 642 | 53,33% |
| Число избирателей           | Число избирателей           | Число избирателей                                              | 677 923 | 100%   |

### Ратбури
1 сентября 2024 года состоялись выборы председателя провинциальной административной организации (ПАО) Ратбури после того, как действующий председатель ПАО Ратбури Виват Нитиканчана подал в отставку. В результате выборов Виват Нитиканчана переизбран на очередной срок, а Избирательная комиссия утвердила итоги выборов 16 сентября 2024 года.
| Кандидат                    | Кандидат                    | Партия                      | Голосов | %      |
| --------------------------- | --------------------------- | --------------------------- | ------- | ------ |
|                             | Виват Нитиканчана           | «Группа развития Ратбури»   | 242 297 | 58,01% |
|                             | Чаират Саксарасапхонг       | «Народная партия»           | 175 353 | 41,99% |
|                             |                             |                             |         |        |
| Против всех                 | Против всех                 | Против всех                 | 21 250  | 4,67%  |
| Недействительных бюллетеней | Недействительных бюллетеней | Недействительных бюллетеней | 16 500  | 3,62%  |
| Явка                        | Явка                        | Явка                        | 455 400 | 67,31% |
| Число избирателей           | Число избирателей           | Число избирателей           | 676 526 | 100%   |

### Чумпхон
22 сентября 2024 года состоялись выборы председателя провинциальной административной организации (ПАО) Чумпхон после того, как действующий председатель ПАО Чумпхон Ноппорн Усит подал в отставку. В результате победу одержал единственный кандидат — бывший председатель Ноппорн Усит.
| Кандидат                    | Кандидат                    | Партия                      | Голосов | %      |
| --------------------------- | --------------------------- | --------------------------- | ------- | ------ |
|                             | Ноппорн Усит                | «Группа власти Чумпхон»     | 156 141 | 100%   |
|                             |                             |                             |         |        |
| Против всех                 | Против всех                 | Против всех                 | 27 564  | 14,34% |
| Недействительных бюллетеней | Недействительных бюллетеней | Недействительных бюллетеней | 8547    | 4,45%  |
| Явка                        | Явка                        | Явка                        | 192 252 | 47,95% |
| Число избирателей           | Число избирателей           | Число избирателей           | 400 968 | 100%   |

### Повторные в Патхумтхани
22 сентября 2024 года состоялись повторные выборы председателя провинциальной административной организации (ПАО) Патхумтхани после того, как избирательная комиссия аннулировала результаты первичных выборов, прошедших 30 июня этого же года, из-за незаконченного дела о коррупции против победителя Чана Пуангпхета. В результате победу на этот раз одержал генерал-лейтенант полиции Хамронвит Тупкраджанг, вернувший себе пост председателя. Избирательная комиссия утвердила итоги выборов 16 октября 2024 года.
| Кандидат                    | Кандидат                    | Партия                                                | Голосов | %      |
| --------------------------- | --------------------------- | ----------------------------------------------------- | ------- | ------ |
|                             | Хамронвит Тупкраджанг       | «Группа любителей Патхума»                            | 187 975 | 57,77% |
|                             | Чан Пуангпхет               | «Пхыа Тхаи»                                           | 120 007 | 36,88% |
|                             | Ноппадол Ладдаям            | Независимый (поддержан «Паланг Прачарат»)             | 9736    | 2,99%  |
|                             | Ативат Сонной               | Независимый (поддержан «Объединённой тайской нацией») | 7675    | 2,36%  |
|                             |                             |                                                       |         |        |
| Против всех                 | Против всех                 | Против всех                                           | 25 044  | 7,00%  |
| Недействительных бюллетеней | Недействительных бюллетеней | Недействительных бюллетеней                           | 7258    | 2,03%  |
| Явка                        | Явка                        | Явка                                                  | 357 695 | 37,52% |
| Число избирателей           | Число избирателей           | Число избирателей                                     | 953 302 | 100%   |

### Ясотхон
6 октября 2024 года состоялись выборы председателя провинциальной административной организации (ПАО) Ясотхона после того, как действующий председатель ПАО Ясотхона Вичиан Сомвонг подал в отставку 16 августа 2024 года. В результате победу одержал бывший председатель Вичиан Сомвонг.
| Кандидат                    | Кандидат                    | Партия                      | Голосов | %      |
| --------------------------- | --------------------------- | --------------------------- | ------- | ------ |
|                             | Вичиан Сомвонг              | «Пхыа Тхаи»                 | 169 068 | 89,56% |
|                             | Тхан Джин Джей Джай         | Группа «Люди любят Ясотхон» | 9518    | 5,04%  |
|                             | Спрангсак Сингха            | Независимый                 | 5921    | 3,14%  |
|                             | Нам Чуэнсук                 | Независимый                 | 4274    | 2,26%  |
|                             |                             |                             |         |        |
| Против всех                 | Против всех                 | Против всех                 | 18 071  | 8,43%  |
| Недействительных бюллетеней | Недействительных бюллетеней | Недействительных бюллетеней | 7432    | 3,47%  |
| Явка                        | Явка                        | Явка                        | 214 285 | 50,20% |
| Число избирателей           | Число избирателей           | Число избирателей           | 426 868 | 100%   |

### Ранонг
6 октября 2024 года состоялись выборы председателя провинциальной административной организации (ПАО) Ранонга после того, как действующий председатель ПАО Ранонга Танакорн Борисуттияни подал в отставку 15 августа 2024 года. Победу одержал бывший староста деревни Ко Кхонти Сихарат Саппакул, также получивший поддержку от бывшего председателя  Конгкрита Чатмалеерата.
| Кандидат                    | Кандидат                    | Партия                                                          | Голосов | %      |
| --------------------------- | --------------------------- | --------------------------------------------------------------- | ------- | ------ |
|                             | Сихарат Саппакул            | «Группа прогресса Ранонга» (поддержан «Бумяжтай»)               | 34 600  | 55,41% |
|                             | Танакорн Борисуттияни       | «Группа власти Ранонга» (поддержан «Паланг Прачарат»)           | 24 654  | 39,49% |
|                             | Кунанья Сонгсамут           | Группа «Ранонг движется вперёд» (поддержана «Народной партией») | 3184    | 5,10%  |
|                             |                             |                                                                 |         |        |
| Против всех                 | Против всех                 | Против всех                                                     | 4670    | 6,70%  |
| Недействительных бюллетеней | Недействительных бюллетеней | Недействительных бюллетеней                                     | 2635    | 3,78%  |
| Явка                        | Явка                        | Явка                                                            | 69 743  | 50,10% |
| Число избирателей           | Число избирателей           | Число избирателей                                               | 69 743  | 100%   |

### Утхайтхани
6 октября 2024 года состоялись выборы председателя провинциальной административной организации (ПАО) Утхайтхани после того, как действующий председатель ПАО Утхайтхани Фадет Нуипри подал в отставку 22 августа 2024 года. В результате победу одержал единственный кандидат — бывший председатель Фадет Нуипри, получивший поддержку бывшего заместителя министра внутренних дел Чады Тайсета. Избирательная комиссия утвердила итоги выборов 30 октября 2024 года.
| Кандидат                    | Кандидат                    | Партия                      | Голосов | %      |
| --------------------------- | --------------------------- | --------------------------- | ------- | ------ |
|                             | Фадет Нуипри                | «Моральная группа»          | 108 243 | 100%   |
|                             |                             |                             |         |        |
| Против всех                 | Против всех                 | Против всех                 | 8798    | 7,18%  |
| Недействительных бюллетеней | Недействительных бюллетеней | Недействительных бюллетеней | 5434    | 4,44%  |
| Явка                        | Явка                        | Явка                        | 122 475 | 47,59% |
| Число избирателей           | Число избирателей           | Число избирателей           | 257 377 | 100%   |

### Кхонкэн
3 ноября 2024 года состоялись выборы председателя провинциальной административной организации (ПАО) Кхонкэна после того, как действующий председатель ПАО Кхонкэна Фонгсак Тангванитчафонг подал в отставку 13 сентября 2024 года. Победу одержал бывший секретарь заместителя министра внутренних дел, бывший член Палаты представителей от «Бумяжтай», а ныне член «Пхыа Тхаи» Ваттана Чанглао.
| Кандидат                    | Кандидат                    | Партия                                                         | Голосов                                      | %                                            |
| --------------------------- | --------------------------- | -------------------------------------------------------------- | -------------------------------------------- | -------------------------------------------- |
|                             | Ваттана Чанглао             | «Группа власти Кхонкэна» (поддержан «Пхыа Тхаи»)               | 330 922                                      | 49,89%                                       |
|                             | Фонгсак Тангванитчафонг     | Независимый                                                    | 289 908                                      | 43,71%                                       |
|                             | Тобурафа Симматан           | Группа «Сегодня для Кхонкэн» (поддержан «Либеральной партией») | 42 431                                       | 6,40%                                        |
|                             | Нат Конкхэм                 | Независимый (поддержан «Демократической партией»)              | дисквалифицирован (отсутствует квалификация) | дисквалифицирован (отсутствует квалификация) |
|                             |                             |                                                                |                                              |                                              |
| Против всех                 | Против всех                 | Против всех                                                    | 33 339                                       | 4,62%                                        |
| Недействительных бюллетеней | Недействительных бюллетеней | Недействительных бюллетеней                                    | 25 558                                       | 3,54%                                        |
| Явка                        | Явка                        | Явка                                                           | 722 158                                      | 50,29%                                       |
| Число избирателей           | Число избирателей           | Число избирателей                                              | 1 436 069                                    | 100%                                         |

### Сукхотхай
3 ноября 2024 года состоялись выборы председателя провинциальной административной организации (ПАО) Сукхотхая после того, как действующий председатель ПАО Сукхотхая Ману Пхукпрасерт подал в отставку 19 сентября 2024 года. В результате Ману Пхукпрасерт был переизбран на новый срок.
| Кандидат                    | Кандидат                    | Партия                                                      | Голосов | %      |
| --------------------------- | --------------------------- | ----------------------------------------------------------- | ------- | ------ |
|                             | Ману Пхукпрасерт            | «Пхыа Тхаи»                                                 | 142 523 | 66,28% |
|                             | Донг Сенглап                | Независимый (поддержан «Демократической партией»)           | 40 267  | 18,73% |
|                             | Васинпат Киттинанпанич      | «Группа перемен в Сукхотхае» (поддержан «Народной партией») | 32 232  | 14,99% |
|                             |                             |                                                             |         |        |
| Против всех                 | Против всех                 | Против всех                                                 | 16 373  | 6,80%  |
| Недействительных бюллетеней | Недействительных бюллетеней | Недействительных бюллетеней                                 | 9482    | 3,94%  |
| Явка                        | Явка                        | Явка                                                        | 240 877 | 50,92% |
| Число избирателей           | Число избирателей           | Число избирателей                                           | 473 091 | 100%   |

### Сурин
23 ноября 2024 года состоялись выборы председателя провинциальной административной организации (ПАО) Сурина после того, как действующий председатель ПАО Сурина Порнчай Мунгчароенфон подал в отставку 26 сентября 2024 года. В результате бывший председатель ПАО Сурина Таниапорн Мунгчароенфон одержал победу на выборах.
| Кандидат                    | Кандидат                    | Партия                                             | Голосов   | %      |
| --------------------------- | --------------------------- | -------------------------------------------------- | --------- | ------ |
|                             | Таниапорн Мунгчароенфон     | Независимый (поддержана «Бумяжтай»)                | 222 724   | 41,56% |
|                             | Порнчай Мунгчароенфон       | «Группа Сурин руамджай»                            | 211 625   | 39,48% |
|                             | Наттамон Сириваттанаванич   | Независимый (поддержан «Пхыа Тхаи»)                | 81 605    | 15,23% |
|                             | Чалонг Саттрараттанамай     | Независимый                                        | 15 504    | 2,89%  |
|                             | Пхаттарафон Хонсунг         | Независимый (поддержан «Партией новой демократии») | 4509      | 0,84%  |
|                             |                             |                                                    |           |        |
| Против всех                 | Против всех                 | Против всех                                        | 16 859    | 2,94%  |
| Недействительных бюллетеней | Недействительных бюллетеней | Недействительных бюллетеней                        | 20 628    | 3,60%  |
| Явка                        | Явка                        | Явка                                               | 573 454   | 52,93% |
| Число избирателей           | Число избирателей           | Число избирателей                                  | 1 083 351 | 100%   |

### Накхонситхаммарат
24 ноября 2024 года состоялись выборы председателя провинциальной административной организации (ПАО) Накхонситхаммарата после того, как действующий председатель ПАО Накхонситхаммарата Канокпорн Дечдечо подала в отставку 1 октября 2024 года. Победу на выборах одержал сельскохозяйственный бизнесмен, бывший президент Торговой палаты провинции и Совета Торговой палаты Таиланда Варин Чинвонг (член партии «Бумяжтай»).
| Кандидат                    | Кандидат                    | Партия                                                                    | Голосов   | %      |
| --------------------------- | --------------------------- | ------------------------------------------------------------------------- | --------- | ------ |
|                             | Варин Чинвонг               | Группа «Накхон кхам кхенг» (поддержан «Бумяжтай»)                         | 328 823   | 51,93% |
|                             | Канокпорн Дечдечо           | «Группа власти Накхонситхаммарата» (поддержана «Демократической партией») | 294 835   | 46,56% |
|                             | Санхафот Суксримуанг        | Группа «Накхон као май» (поддержан «Паланг Прачарат»)                     | 10 869    | 1,72%  |
|                             | Анхасит Срисуван            | Группа «Прогрессивный город»                                              | 3657      | 0,58%  |
|                             |                             |                                                                           |           |        |
| Против всех                 | Против всех                 | Против всех                                                               | 21 666    | 3,21%  |
| Недействительных бюллетеней | Недействительных бюллетеней | Недействительных бюллетеней                                               | 15 879    | 2,35%  |
| Явка                        | Явка                        | Явка                                                                      | 675 729   | 55,81% |
| Число избирателей           | Число избирателей           | Число избирателей                                                         | 1 210 834 | 100%   |

### Пхетбури
24 ноября 2024 года состоялись выборы председателя провинциальной административной организации (ПАО) Пхетбури после того, как действующий председатель ПАО Пхетбури Чайя Ангкинан подал в отставку 27 сентября 2024 года. В результате Чайя Ангкинан (член партии «Объединённая тайская нация») был переизбран на очередной срок.
| Кандидат                    | Кандидат                    | Партия                                                          | Голосов | %      |
| --------------------------- | --------------------------- | --------------------------------------------------------------- | ------- | ------ |
|                             | Чайя Ангкинан               | Группа «Руам тай Пет» (поддержан «Объединённой тайской нацией») | 170 171 | 74,63% |
|                             | Крит Кэвью                  | Независимый (поддержан «Бумяжтай»)                              | 57 854  | 25,37% |
|                             |                             |                                                                 |         |        |
| Против всех                 | Против всех                 | Против всех                                                     | 12 002  | 4,81%  |
| Недействительных бюллетеней | Недействительных бюллетеней | Недействительных бюллетеней                                     | 9623    | 3,85%  |
| Явка                        | Явка                        | Явка                                                            | 249 650 | 64,41% |
| Число избирателей           | Число избирателей           | Число избирателей                                               | 387 618 | 100%   |

### Удонтхани
24 ноября 2024 года состоялись выборы председателя провинциальной административной организации (ПАО) Удонтхани после того, как действующий председатель ПАО Удонтхани Вичиан Хаокхам (партия «Пхыа Тхаи») подал в отставку 1 октября 2024 года по состоянию здоровья.
Выборы быстро переросли из региональной кампании в федеральную, после того как за кандидата от «Пхыа Тхаи» прилетел агитировать бывший премьер-министр страны и отец действующего премьер-министра Таксин Чинават. В свою очередь, кандидата от «Народной партии» прилетели поддержать бывший лидер партии «Движение вперёд» Пита Лимджароенрат и лидер «Прогрессивного движения» Танаторн Джангрунгруанкит. В результате победу в провинции Удонтхани, считающейся оплотом «Пхыа Тхаи», одержал бывший четырёхкратный член парламента от Удонтхани, связанный с партией «Пхыа Тхаи» Саравут Петпаномпорн. 
| Кандидат                    | Кандидат                    | Партия                                                          | Голосов   | %      |
| --------------------------- | --------------------------- | --------------------------------------------------------------- | --------- | ------ |
|                             | Саравут Петпаномпорн        | «Пхыа Тхаи»                                                     | 327 487   | 53,39% |
|                             | Канисорн Куриранг           | «Народная партия»                                               | 268 675   | 43,80% |
|                             | Данух Тантедтит             | Группа «Новый путь» (поддержан «Коалиционной партией действий») | 17 224    | 2,81%  |
|                             |                             |                                                                 |           |        |
| Против всех                 | Против всех                 | Против всех                                                     | 14 550    | 2,25%  |
| Недействительных бюллетеней | Недействительных бюллетеней | Недействительных бюллетеней                                     | 18 945    | 2,93%  |
| Явка                        | Явка                        | Явка                                                            | 646 881   | 52,16% |
| Число избирателей           | Число избирателей           | Число избирателей                                               | 1 240 166 | 100%   |

### Кампхэнгпхет
1 декабря 2024 года состоялись выборы председателя провинциальной административной организации (ПАО) Кампхэнгпхета после того, как действующий председатель ПАО Кампхэнгпхета Санторн Раттанакорн подал в отставку 11 октября 2024 года. В результате Санторн Раттанакорн был переизбран на очередной срок.
| Кандидат                    | Кандидат                    | Партия                                                      | Голосов | %      |
| --------------------------- | --------------------------- | ----------------------------------------------------------- | ------- | ------ |
|                             | Санторн Раттанакорн         | Группа «Кампхэнгпхет самакхи» (поддержан «Паланг Прачарат») | 167 255 | 76,16% |
|                             | Танан Лаочароен             | «Народная группа Кампхэнгпхета»                             | 52 365  | 23,84% |
|                             |                             |                                                             |         |        |
| Против всех                 | Против всех                 | Против всех                                                 | 20 001  | 7,90%  |
| Недействительных бюллетеней | Недействительных бюллетеней | Недействительных бюллетеней                                 | 13 497  | 5,33%  |
| Явка                        | Явка                        | Явка                                                        | 253 118 | 45,08% |
| Число избирателей           | Число избирателей           | Число избирателей                                           | 561 463 | 100%   |

### Так
15 декабря 2024 года состоятся выборы председателя провинциальной административной организации (ПАО) Така после того, как действующий председатель ПАО Така Наттавут Тавикекулкит подал в отставку 24 октября 2024 года. В результате Атчара Тавикуакулкит избран председателем ПАО.
| Кандидат                    | Кандидат                    | Партия                      | Голосов | %      |
| --------------------------- | --------------------------- | --------------------------- | ------- | ------ |
|                             | Атчара Тавикуакулкит        | Группа «Развитие Така»      | 98 601  | 52,75% |
|                             | Анурак Джирачит             | «Народная группа Така»      | 88 327  | 47,25% |
|                             |                             |                             |         |        |
| Против всех                 | Против всех                 | Против всех                 | 15 936  | 7,26%  |
| Недействительных бюллетеней | Недействительных бюллетеней | Недействительных бюллетеней | 16 731  | 7,62%  |
| Явка                        | Явка                        | Явка                        | 219 595 | 54,16% |
| Число избирателей           | Число избирателей           | Число избирателей           | 405 485 | 100%   |

### Пхетчабун
15 декабря 2024 года состоятся выборы председателя провинциальной административной организации (ПАО) Пхетчабуна после того, как действующий председатель ПАО Пхетчабуна Акарадей Тонгджайсод подал в отставку 25 октября 2024 года. В результате Акарадей Тонгджайсод был переизбран на очередной срок.
| Кандидат                    | Кандидат                    | Партия                                    | Голосов           | %                 |
| --------------------------- | --------------------------- | ----------------------------------------- | ----------------- | ----------------- |
|                             | Акарадей Тонгджайсод        | Независимый (поддержан «Паланг Прачарат») | 263 545           | 84,84%            |
|                             | Типатай Саенграк            | Независимый (поддержан «Бумяжтай»)        | 38 705            | 12,46%            |
|                             | Джиравит Кевкамфон          | Независимый                               | 8376              | 2,70%             |
|                             | Чароенсак Фосричай          | Независимый                               | дисквалифицирован | дисквалифицирован |
|                             |                             |                                           |                   |                   |
| Против всех                 | Против всех                 | Против всех                               | 28 584            | 7,99%             |
| Недействительных бюллетеней | Недействительных бюллетеней | Недействительных бюллетеней               | 18 546            | 5,18%             |
| Явка                        | Явка                        | Явка                                      | 357 758           | 46,16%            |
| Число избирателей           | Число избирателей           | Число избирателей                         | 774 960           | 100%              |

### Уттарадит
22 декабря 2024 года состоятся выборы председателя провинциальной административной организации (ПАО) Уттарадита после того, как действующий председатель ПАО Уттарадита Чаисири Суфаракджинда подал в отставку 26 октября 2024 года. По итогам выборов Чаисири Суфаракджинда был переизбран председателем.
| Кандидат                    | Кандидат                    | Партия                                                            | Голосов | %      |
| --------------------------- | --------------------------- | ----------------------------------------------------------------- | ------- | ------ |
|                             | Чаисири Суфаракджинда       | «Группа любви к нашему дому — Уттарадиту» (поддержан «Пхыа Тхаи») | 95 268  | 56,90% |
|                             | Сахавич Апичайвисаруткул    | «Группа любителей Уттарадита»                                     | 59 610  | 35,60% |
|                             | Прай Сомбат                 | Независимый (поддержан «Тай Сан Тай»)                             | 12 549  | 7,50%  |
|                             |                             |                                                                   |         |        |
| Против всех                 | Против всех                 | Против всех                                                       | 14 128  | 7,46%  |
| Недействительных бюллетеней | Недействительных бюллетеней | Недействительных бюллетеней                                       | 7779    | 4,11%  |
| Явка                        | Явка                        | Явка                                                              | 189 374 | 52,16% |
| Число избирателей           | Число избирателей           | Число избирателей                                                 | 363 043 | 100%   |

### Убонратчатхани
22 декабря 2024 года состоятся выборы председателя провинциальной административной организации (ПАО) Убонратчатхани после того, как действующий председатель ПАО Убонратчатхани Карн Калптинан подал в отставку 26 октября 2024 года. По итогам выборов Карн Калптинан был переизбран председателем.
| Кандидат                    | Кандидат                    | Партия                                     | Голосов   | %      |
| --------------------------- | --------------------------- | ------------------------------------------ | --------- | ------ |
|                             | Карн Калптинан              | «Пхыа Тхаи»                                | 387 456   | 45,43% |
|                             | Читраван Вангсуфакиткосон   | Независимый (поддержан «Тхаи Руампхаланг») | 32 286    | 37,87% |
|                             | Ситтифон Лаохаванич         | «Народная партия»                          | 138 837   | 16,28% |
|                             | Сократ Суи Шримонгкол       | Независимый (поддержан «Тхаи Руампхаланг») | 3620      | 0,42%  |
|                             |                             |                                            |           |        |
| Против всех                 | Против всех                 | Против всех                                | 16 581    | 1,85%  |
| Недействительных бюллетеней | Недействительных бюллетеней | Недействительных бюллетеней                | 25 626    | 2,86%  |
| Явка                        | Явка                        | Явка                                       | 895 106   | 60,89% |
| Число избирателей           | Число избирателей           | Число избирателей                          | 1 470 152 | 100%   |